# Beaupré
Beaupré é uma cidade localizada na província de Quebec no Canadá.